# Ante Močibob
Ante Močibob (Karojba, 14. listopada – Pula, 29. siječnja 2023.) bio je hrvatski katolički svećenik, kulturni djelatnik, urednik vjerskih listova i prevoditelj. Služio se aktivno njemačkim, francuskim i talijanskim jezikom.

## Životopis
Rođen je u Karojbi. U rodnoj Karojbi pohađao je osnovnu školu. U Pazinu je pohađao gimnaziju. Nakon toga ide u bogosloviju u Pazinu, Zagrebu i Rimu. U Rimu se zaredio za svećenika 10. listopada 1965. godine. Poslije Rima vratio se u Hrvatsku gdje je bio župnik u nekoliko župa. U porečkoj župi bio je župni vikar od 1966. do 1968., potom u pulskoj katedralnoj župi. Rujna 1971. župnik je u župi sv. Agneze u Medulinu. Odandje je upravljao i župom Pomerom sve do 1989. godine. Medulinski je župnik i danas. Kad se mons. Ivan Grah razbolio, Močibob je upravljao i župama u Ližnjanu i Šišanu. Prvi je zlatomisnik Porečke i Pulske biskupije. Zlatna misa bila mu je prenošena streamingom na stranici medulinske župe.
Za Močibobova župnikovanja u Medulinu, župi koja ima pet crkava, dvaput su popravljeni zvonici, temeljito je obnovljena crkva Svetog Petra na Barbolanu, crkva Majke Božje na placi osposobljena je za redovitu upotrebu, a župna i Gospina crkva obogaćene su umjetničkim djelima. U znak zahvalnosti za njegov doprinos zajednici, u lipnju 2018. godine proglašen je počasnim građaninom Općine Medulin.
Višegodišnji je urednik vjerskog informativnog lista Ladonja, a i danas je urednik kalendara Istarska Danica. Ranije je sudjelovao i u izdavanju časopisa za svećenike Naše zajedništvo : list pulskih župa / Zajednica svećenika grada Pule. Više je godina uređivao internetsku župnu stranicu župe Medulina. Zastupljeni autor u knjizi "Kako je lijepo biti svećenik : svjedočanstva radosti i nade..." S njemačkog na hrvatski jezik preveo je i hrvatsko izdanje priredio djelo Put u radost : životne mudrosti iz životne predaje (priredili Gertrude i Thomas Sartory).
Nakon tragične smrti prijašnjeg predsjednika Antuna Heka 2002. godine, Ante Močibob postao je predsjednik Istarskog književnog društva "Juraj Dobrila.
Preminuo je u jutarnjim satima u nedjelju, 29. siječnja 2023. godine, u 86. godini života i 58. godini svećeništva u Svećeničkom domu Betanija u Puli.

## Citati
- 'Lako je krstiti, teško je učiniti kršćanina.[2]

## Vanjske poveznice
- Biskupija Porečko-pulska  Arhivirana inačica izvorne stranice od 5. ožujka 2016. (Wayback Machine) Vlč. Ante Močibob proslavio 50. godina svećeništva
- Župa Medulin, YouTube Zlatna misa Ante Močiboba, Karojba, 13. listopada 2015
- Župa Medulin  Arhivirana inačica izvorne stranice od 5. ožujka 2016. (Wayback Machine) Zlatna misa
- Bogoslovska smotra 4. Tribina "Vi pitate - mi odgovoramo", upit vlč. Močiboba o kolegijalitetu i izvješćivanju sa Sinode